# Gorka Zabarte Moreno
Gorka Zabarte Moreno, más conocido como Gorka Zabarte (Madrid, 9 de enero de 1999), es un futbolista español que juega como defensa y su equipo es el C. D. Atlético Baleares de la Primera División RFEF.

## Trayectoria
Nacido en Madrid, entró en 2011 la cantera del Real Madrid C. F., en la que fue subiendo categorías hasta llegar a debutar de la mano de Santiago Solari en el Real Madrid Castilla en Segunda B en 2017. En el filial madridista estuvo hasta el año 2019 y llegó a ser capitán del equipo.
Después recibió la llamada del C. A. Osasuna, para jugar en el equipo filial. Debutó con el primer equipo navarro en un partido de Copa del Rey ante el Recreativo de Huelva.
En julio de 2021 fichó por el Algeciras C. F. Con poco protagonismo en el primer tramo de la temporada, el 25 de enero de 2022 rescindió su contrato y se marchó al C. D. Atlético Baleares, equipo que en ese momento estaba en las posiciones de arriba de su grupo de la Primera División RFEF.

## Selección nacional
Ha sido internacional en las categorías sub-16, sub-17, sub-18 y sub-19 con España.

## Clubes
| Club                       | País   | Año       |
| -------------------------- | ------ | --------- |
| Real Madrid Castilla C. F. | España | 2018-2019 |
| C. A. Osasuna "B"          | España | 2019-2021 |
| Algeciras C. F.            | España | 2021-2022 |
| C. D. Atlético Baleares    | España | 2022-     |